# سانول (کالیفرنیا)
سانول (به انگلیسی: Sunol) یک منطقهٔ مسکونی در ایالات متحده آمریکا است که در شهرستان آلامدا، کالیفرنیا واقع شده‌است. سانول ۷۱٫۹۰۹ کیلومتر مربع مساحت و ۹۱۳ نفر جمعیت دارد و ۸۱٫۰۸ متر بالاتر از سطح دریا واقع شده‌است.